# Elandré
Elandré Schwartz (Despatch, Cabo Oriental, 28 de agosto de 1995) es un cantautor sudafricano.

## Biografía
Elandré estudió en la Escuela de Arte Dramático de Waterfront en Ciudad del Cabo y se hizo famoso gracias a internet con un vídeo donde canta una canción de Bruce Springsteen. Por este vídeo lo invitaron a un programa de Bok Radio donde Select Music le ofreció un contrato discográfico durante esa entrevista.

## Discografía
- 2017: Kleindorpdromer
- 2019: Boomhuis
- 2021: Rugsak
- 2023: Estetika